# Старыгин, Игорь Владимирович
Игорь Владимирович Старыгин (13 июня 1946, Москва, СССР — 8 ноября 2009, Москва, Россия) — советский и российский актёр театра и кино, заслуженный артист Российской Федерации (1992).
Наибольшую известность актёру принесли роли Арамиса в кинофильме «Д’Артаньян и три мушкетёра», бывшего царского офицера Владимира Дановича в советском телесериале «Государственная граница», школьника Кости Батищева в кинофильме «Доживём до понедельника» и Микки в пятисерийном фильме «Адъютант его превосходительства».

## Биография
Родился 13 июня 1946 года в Москве. Его бабушка и дедушка были родом из деревни Введеновка Ряжского уезда Рязанской губернии, а мать родилась в Ряжске. Отец был гражданским лётчиком, а мать работала на разных работах, в том числе кассиром театральной кассы. По словам актёра, он хотел стать разведчиком, чтобы быть похожим на своего деда, работника НКВД:
В доме его все побаивались, а я мечтал быть на него похожим… Я знал, где дома лежит дедов пистолет, и тайно играл с ним. Любил детективы. Всерьёз готовился к поступлению в службу безопасности, выспрашивал обо всем деда.
Начиная с 5-го класса Старыгин посещал театральную студию. Там, по его словам, он просто коротал свободное время:
Не могу сказать, что это мне было совсем уж неинтересно. Может быть не сам процесс лицедейства, изображения из себя кого-то на сцене, а в большей мере процесс подготовки меня все-таки привлекал. Девочки шили костюмы, мы с пацанами мастерили декорации - работать руками у меня получалось исправно, в общем, у нас была приятная, как сейчас говорят, тусовка.
После окончания школы Игорь Старыгин планировал поступить на юридический. Многие из друзей Игоря, окончив школу, решили попробовать себя в актёрской профессии. За компанию с ними отправился и он. В итоге он единственный из своих друзей поступил в Государственный институт театрального искусства (ГИТИС) — курс Василия Александровича Орлова, который в 1968 году Игорь Старыгин окончил.
В 1968—1973 годах — актёр Московского ТЮЗа. В 1974—1982 — служил в театре им. Моссовета. С 1987 по 1995 годы — актёр театра-студии «У Никитских ворот» под руководством Марка Розовского. В 1996—2000 годах — актёр Московского Художественного академического театра им. М. Горького.
В 2003 году являлся ведущим авторской новостной телепередачи «Территория выживания» на телеканале НТВ.
Участвовал в антрепризах. Некоторое время играл в Театре Луны.

Могила И. В. Старыгина на Троекуровском кладбище

Скончался от последствий инсульта на 64-м году жизни 8 ноября 2009 года в Москве, похоронен 12 ноября 2009 года на Троекуровском кладбище.

### Память
8 ноября 2010 года в Центральном Доме актёра прошёл памятный вечер, посвящённый годовщине со дня смерти артиста «…все за одного!» («Год без Игоря Старыгина»).
13 июня 2011 года на Аллее актёров Троекуровского кладбища Москвы состоялось открытие памятника, приуроченное к 65-летию со дня рождения артиста. Монумент был установлен при участии благотворительного фонда имени Михаила Ульянова «Народный артист СССР», координировавшего работу по сбору средств на его воздвижение. Скульптор — Андрей Балашов..
14 ноября 2019 года в Центральном Доме актера прошёл памятный вечер, посвященный десятилетию со дня смерти артиста «Прежде, чем расстаться».

## Личная жизнь
Игорь Старыгин был официально женат 5 раз. Его супруги:
Людмила Ивановна Исакова — актриса, сокурсница по ГИТИСу.
Мира Валерьяновна Ардова (Мика Киселёва) — актриса, коллега по ТЮЗу (1966—1978). Дочь Анастасия (р. 1978), снялась в клипе на песню Андрея Губина «Лиза», внук Арсений Зайцев. В его семье также воспитывались падчерицы — Нина Ардова и Анна Ардова.
Ирина Пуртова — танцовщица.
Татьяна Сухачева — продюсер.
Екатерина Игоревна Табашникова (р.1966) — редактор фотоотдела газеты «Собеседник».

## Признание и награды
- 1981 — Лауреат премии КГБ СССР в области литературы и искусства (за участие в телесериале «Государственная граница»)[32].
- 1992 — Заслуженный артист Российской Федерации — «за заслуги в области киноискусства»[2].
- 2002 — Лауреат премии Федеральной пограничной службы РФ «Золотой венец границы» в номинации «Актёрская работа» (за участие в телесериале «Государственная граница»)[33].
- 28 мая 2009 — медаль «Ветеран пограничной службы» за исполнение в телесериале «Государственная граница» главной роли Владимира Дановича, бывшего капитана Отдельного корпуса пограничной стражи, перешедшего на службу трудовому народу[34].

## Оценки современников
Режиссёр Марк Розовский, художественный руководитель театра «У Никитских ворот»:
Все его воспринимали как героя-любовника, но он способен был и на гротескные роли и сам обладал чувством юмора. Игорь был настоящий русский актёр с широкой душой, необузданным темпераментом. Его сравнили и с Аленом Делоном, и с Олегом Далем. Он был красив не только лицом, но и душой.
Актёр и постановщик трюков Владимир Балон (гвардеец де Жюссак в картине Юнгвальд-Хилькевича):
То, что произошло, — огромная трагедия для нас всех. Я до сих пор не могу осознать весь масштаб утраты… Только прошел юбилей фильма…
Ирина Алфёрова:
Уходит поколение. Раньше мы хоронили старых актёров и казалось, что наше время еще далеко. А теперь близкие люди уходят один за одним. Игоря будет очень не хватать. Он был добрым человеком и хорошим актёром. Я буду вспоминать о нем с улыбкой и молиться за него. Он будет в нашей памяти и в наших сердцах, несмотря на то, что так внезапно и рано его не стало.
Вениамин Смехов, друг актёра, о его смерти на панихиде Игоря Старыгина:
Ты много позволял другим и меньше позволял себе. Ты позволял нам шутить, валять дурака и использовать твою доброту и добродушие в мирных целях. Ты настоящий, большой русский артист, а главное — хороший друг.
Всеволод Шиловский, ведущий траурной церемонии прощания с актёром в Доме кино:
Если бы сегодня этот актёр видел, сколько людей пришли проститься с ним, видел ваши лица, он был бы по-настоящему счастлив.
Екатерина Табашникова, вдова, на церемонии прощания:
И запомните его красивым. Он был очень красивым человеком, он был очень, очень красивый.

## Творчество

### Роли в театре
- 1968 — «Ревизор» (по одноименной пьесе Н. В. Гоголя — Хлестаков (дипломный спектакль актёра в ГИТИСе)[41][42]
- 1989 — «Летняя ночь. Швеция» (по пьесе «Одна ночь шведского лета» шведского режиссёра, актёра и писателя Эрланда Юзефсона) — режиссёр Андрей Тарковский (спектакль театра — студии «У Никитских ворот») (реж. — Марк Розовский)[43][44]
- 1990 — «Дневник обольстителя» (по одноимённому произведению датского философа Сёрена Кьеркегора) — Йоханнес, обольститель юной девушки (спектакль театра — студии «У Никитских ворот») (реж. — Марк Розовский)[45][46][47][48]
- «Подвох»
- 2006 — «Пока мой муж ловил треску» (реж. — О. Анохина)
- 2007 — «Сыновья его любовницы» (по пьесе «Филумена Мартурано» Эдуардо Де Филиппо) (реж. — О. Анохина)
- 2009 — «Безымянная звезда» Михаила Себастиана — учитель музыки Удря (реж. — О. Анохина) (последняя театральная роль актёра)[49]

### Фильмография

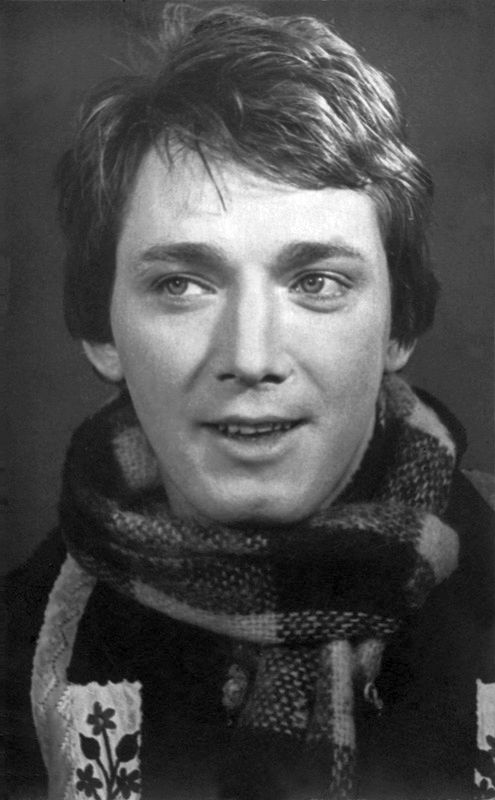
Старыгин на съёмках в киностудии Молдова-фильм, 1972

- 1967 — Возмездие — Рыбочкин, адъютант
- 1968 — Доживём до понедельника — Костя Батищев, ученик
- 1969 — У Лукоморья (короткометражный) — Юра Бориковский, курсант мореходного училища
- 1969 — Адъютант его превосходительства — Микки
- 1969 — Обвиняются в убийстве — Анатолий Васин
- 1969 — Старый дом — Оболенский
- 1970 — О друзьях-товарищах — студент юридического факультета
- 1972 — Прерванная мелодия — Сергей
- 1973 — Города и годы — Андрей Старцов
- 1975 — Под крышами Монмартра — Марсель, композитор
- 1975 — Утро (короткометражка)
- 1976 — Повесть о неизвестном актёре — Вадим Горяев
- 1976 — Красное и чёрное — Норбер Де Ля Моль
- 1977 — Красные дипкурьеры — Янис Ауринь (озвучивал Ивар Калныньш)[50]
- 1978 — Д’Артаньян и три мушкетёра — Арамис (озвучивал Игорь Ясулович)[50]
- 1979 — Впервые замужем — Валерий Перевозчиков
- 1980 — Государственная граница. Фильм 1-й: Мы наш, мы новый… — Владимир Алексеевич Данович
- 1980 — Государственная граница. Фильм 2-й: Мирное лето 21-го года — Владимир Алексеевич Данович
- 1983 — Лунная радуга — Полинг
- 1984 — Семь стихий — Глеб
- 1984 — Блистающий мир — Галль, поклонник Руны
- 1984 — Прежде, чем расстаться — Андрей
- 1985 — Змеелов — Ленчик, порученец Митрича
- 1985 — Слушать в отсеках — капитан 2 ранга Сергей Золотницкий
- 1986 — 55 градусов ниже нуля — Георгий, муж Лены Кузнецовой
- 1988 — Дорога в ад — Серж
- 1992 — Мушкетёры двадцать лет спустя — Арамис (озвучивал Игорь Ясулович)[50]
- 1992 — Выстрел в гробу — Макс
- 1993 — Тайна королевы Анны, или Мушкетёры тридцать лет спустя — Арамис (озвучивал Игорь Ясулович)[50]
- 2000 — 24 часа — адвокат Косарев
- 2001 — Конференция маньяков — косильщик
- 2002 — Кодекс чести (первая часть) — банкир Мамаев
- 2003 — Козлёнок в молоке — Одуев
- 2004 — Потерявшие солнце — Олег Каретников, коллекционер
- 2004 — Даша Васильева. Любительница частного сыска (второй сезон) — Макс Полянский, третий муж Даши
- 2005 — Даша Васильева. Любительница частного сыска (четвёртый сезон) — Макс Полянский
- 2005 — Наследницы — 2 — Никита, бывший муж Саши Иваницкой
- 2007 — Возвращение мушкетёров, или Сокровища кардинала Мазарини — Арамис (озвучивал Игорь Ясулович) (последняя кинороль актёра)[50][51]

### Телеспектакли
- 1971 — Двадцать лет спустя — виконт де Бражелон
- 1972 — Том Кенти — Майлс Гентон
- 1976 — Как важно быть серьёзным — Алджернон Монкриф
- 1976 — Топаз — Роже де Бервиль
- 1976 — Рассказы Марка Твена — взволнованный читатель
- 1980 — Версия — Андрей Белый

### Аудиокниги и озвучивание отдельных ролей
- «Три мушкетёра» Александра Дюма — Арамис (аудиокнига)
- «Герой нашего времени» М. Ю. Лермонтова — Грушницкий (аудиокнига)
- «Иван-Царевич и Серый волк» русская народная сказка (из аудиокниги Золотые русские сказки. Диск 1 (2007 год))[52].